# باو (کنتاکی)
باو (به انگلیسی: Bow) یک منطقهٔ مسکونی در ایالات متحده آمریکا است که در شهرستان کامبرلند، کنتاکی واقع شده‌است. باو ۱۸۵٫۰۲ متر بالاتر از سطح دریا واقع شده‌است.